# Молд
Молд (англ. Mold, валл. Yr Wyddgrug) — город в Уэльсе, Великобритания. Административный центр графства Флинтшир.

## История
Город возник вокруг замка курганно-палисадного типа, построенного норманнами в XII веке. Здесь в 430 году пикты и шотландцы были побеждены коренными британцами-христианами в важной битве, в память об этом в 1,6 км к северо-западу от города в 1736 году был установлен обелиск. В 1199 году будучи важной крепостью, был захвачен Лливелином Великим. Молд долгое время был одним из торговых центров района.

## Население
Численность населения составляла 9568 чел. (2001), 10058 чел. (2011)

## Известные жители и уроженцы
- Рис Иванс — валлийский актёр и музыкант.
- Джонни Баклэнд — британский музыкант, наиболее известный как гитарист группы Coldplay.